# Jarosław Majewski (prawnik)
Jarosław Piotr Majewski (ur. 1967) – polski prawnik, karnista, specjalista prawa bankowego, adwokat, profesor nauk prawnych, kierownik Katedry Prawa Karnego Wydziału Prawa i Administracji Uniwersytetu Kardynała Stefana Wyszyńskiego w Warszawie.

## Życiorys
Jest absolwentem Wydziału Prawa i Administracji Uniwersytetu Jagiellońskiego. Na tej uczelni ukończył studia magisterskie i doktoranckie oraz uzyskał stopień naukowy doktora habilitowanego. Był wielokrotnym stypendystą m.in. japońskiej Fundacji Sasakawy oraz wiedeńskiej Werk Janineum. W latach 1997–1999 pełnił funkcję zastępcy dyrektora Departamentu Prawnego Centrali PKO BP, w okresie 1999–2003 był dyrektorem Departamentu Prawnego Centrali BGŻ SA. Członek Komisji Etyki Bankowej przy Związku Banków Polskich. 10 czerwca 2010 został wybrany Prorektorem UKSW ds. Studenckich. W latach 2009–2016 był członkiem Komisji Kodyfikacyjnej Prawa Karnego czy Ministrze Sprawiedliwości.
28 maja 2012 roku odznaczony został Krzyżem Kawalerskim Orderu Odrodzenia Polski.

## Działalność naukowa
Objął stanowisko kierownika Katedry Prawa Karnego Uniwersytetu Kardynała Stefana Wyszyńskiego w Warszawie. Poprzednio współpracował z Uniwersytetem Wrocławskim, gdzie prowadził zajęcia studium podyplomowego z zakresu prawa karnego. Od 2008 do 2010 dziekan Wydziału Prawa i Administracji (wcześniej pełnił funkcję prodziekana Wydziału ds. Studiów Prawniczych).
Został członkiem Rady Naukowej kwartalnika „Prawo i Więź”.
Autor bądź współautor ponad 100 publikacji z różnych dziedzin prawa: monografii książkowych, komentarzy, artykułów naukowych i glos, publikowanych w czasopismach naukowych, polskich i zagranicznych, w tym m.in. cenionego komentarza do Kodeksu karnego, systemu prawa karnego gospodarczego oraz opracowań poświęconych ochronie wierzyciela, ochronie obrotu papierami wartościowymi, tajemnicy bankowej i informacji poufnej.